# Georg Karl Mayer
Georg Karl Mayer (auch Georg Carl Mayer; * 30. März 1814 in Aschbach; † 22. Juli 1868 in Bamberg) war ein deutscher römisch-katholischer Theologe, Geistlicher und Hochschullehrer.

## Leben
Mayer absolvierte zunächst von 1826 bis 1831 das Bamberger Gymnasium, anschließend von 1831 bis 1833 das Studium der Philosophie und von 1833 bis 1836 das der Theologie jeweils an der Bamberger Hochschule. Im Wintersemester 1836/1837 wechselte er an die Universität München, an der er am 17. März 1837 mit der Dissertation Über das Wesen und die Fortpflanzung der Erbsünde zum Dr. theol. promoviert wurde. Anschließend begab er sich zum weiteren Studium an die Universität Wien. Am 12. Dezember 1837 erhielt er die Priesterweihe in Bamberg. Er wurde anschließend Kaplan an der Bamberger Dompfarrei St. Peter und Georg. 
Mayer erhielt zum 15. März 1842 eine Stelle als Professor der Kirchengeschichte, des Kirchenrechts, der Enzyklopädie und der Exegese, später auch der hebräischen Sprache und Archäologie. Im Jahr 1845 wurde ihm auch die Professur der Dogmatik am hochschulischen Lyzeum in Bamberg übertragen. In dieser Zeit wurde er zunächst erzbischöflicher Geistlicher Rat, am 8. April 1862 zum Domkapitular sowie zum Konsistorialrat in Bamberg ernannt. 
Mayer war von 1845 bis 1848 Herausgeber des Bamberger Diözesan-Blatts, das er als religiöse Wochenschrift gestaltete. Er galt als Anhänger des Philosophen Anton Günther. Sein in seinem Todesjahr erschienenes Werk Zwei Thesen für das allgemeine Concil wurde noch im selben Jahr durch die Glaubenskongregation auf den Index gesetzt.
Er ist nicht mit dem G. K. Mayer identisch, der etwa in derselben Zeit in Wien publizierte.

## Werke (Auswahl)
- Über das Wesen und die Fortpflanzung der Erbsünde, Manz, Regensburg 1838.
- Geist und Natur im spekulativen Systeme Günther's, Klebsadel, Bamberg 1845.
- Commentar über die Briefe des Apostels Johannes, Braumüller, Wien 1851.
- Messianische Prophezieen, 4 Teile, Braumüller, Wien 1860–1866.